# Баба Нобухару
Баба Нобухару (1514-1575), истакнути јапански војсковођа из Сенгоку периода.

## Биографија
Баба Нобухару био је један од двадесет и четири генерала Такеда Шингена. Истакао се као командант коњице у бици код Микатагахаре (1572), где је Шинген потукао удружену војску Ода Нобунаге и Токугава Ијејасуа. После Шингенове смрти наставио је да служи његовог наследника Такеда Кацујорија. У бици код Нагашина (1575), поново против Нобунаге и Ијејасуа, командовао је претходницом десног крила војске клана Такеда и погинуо је приликом јуриша његове коњице на барикаде које су бранили противнички аркебузири. По речима Хронике господара Нобунаге, био је најспособнији генерал клана Такеда.